# Vellozia panamensis
Vellozia panamensis là một loài thực vật có hoa trong họ Velloziaceae. Loài này được Standl. miêu tả khoa học đầu tiên năm 1925.